# 二聚酸
二聚酸，通常指二聚脂肪酸，是一种成分复杂的混合物，因主要成分含有两个羧酸基团而得名。是采用不饱和脂肪酸，如油酸和亚油酸通过相互聚合等得到的。二聚酸具有优良的热稳定性，并能在很宽的温度范围内保持流动性，目前已经广泛应用在合成印刷电路板材料，油墨制造，火箭发动机材料等领域。
纯度较高的二聚酸为浅黄色粘稠液体，纯度较低的二聚酸为红棕色粘稠液体，目前通常采用植物油脚作为原料在催化剂作用下经高温高压反应得到粗品，再经分子蒸馏处理得到纯品。